# Бланч, Анита
Ана Мария Бланч Руис, более известная как Анита Бланч (исп. Ana María Blanch Ruiz, исп. Anita Blanch; 26 июля 1910, Валенсия, Испания — 23 апреля 1983, Мехико, Мексика) — мексиканская актриса.

## Биография
Родилась 26 июля 1910 года в Валенсии в семье Висенте Бланч Переса и Исабель Руис. Также имела сестру Исабель Бланч (1904-85), которая решила также пойти по стопам своей младшей сестры. В 1923 году актриса эмигрировала в Мексику вместе со своими родителями по приглашению ей старшей сестры Исабель. Находясь в Мексике, брала уроки танцев и актёрского мастерства, дебютировал в театре в труппе Мануэля Тамеса и в конце 1920-х годов основала труппу «Сестры Бланш», где актриса и её коллектив ставили различные спектакли. Актриса специализировалась в жанре комедия и поставила несколько успешных работ, таких как: «Кто тебя любит» (1928), «Слабый пол» (1930), «Дон Жуан Тенорио» (1935), «Мышьяк и старые кружева» (1942) и «Скандал» (1947).
В мексиканском кинематографе дебютировала в культовом фильме «Лупонини из Чикаго» (1935), за которым последовали роли в 77 фильмах и телесериалах. Трижды актриса была номинирована на премию Ariel de Plata, но проиграла во всех номинациях. В 1963 году она получила премию Diosa de Plata в номинации лучший женский коучинг. Актриса получила вето на работу в кино со стороны профсоюза продюсеров из-за её романтических отношений с лидером профсоюза работников киноиндустрии Сальвадором Каррильо, с которым у них были разногласия. Когда проблема профсоюза была решена, актриса, играя в театре, вновь вернулась в кино и продолжила активную работу в области кинематографа.
Начиная с конца 1950-х годов актриса по приглашению продюсера Эрнесто Алонсо стала сниматься в телесериалах и снялась в ряде телесериалов.
Скончалась 23 августа 1983 года в Мехико от гиповолемического шока. Похоронена на кладбище Пантеон в склепе на территории Национальной ассоциации актёров (ANDA).

## Личная жизнь
Анита Бланч была замужем дважды.
- Первым гражданским мужем актрисы стал лидер профсоюза работников киноиндустрии Сальвадор Каррильо. Пара рассталась из-за запрета её на съёмки со стороны лидера профсоюза работников киноиндустрии.
- Вторым официальным супругом актрисы стал Гильермо Диас де Гарси. Брак закончился в связи со смертью актрисы в 1983 году.